# Vulaines-sur-Seine
Vulaines-sur-Seine és un municipi francès, situat al departament de Sena i Marne i a la regió de Illa de França. L'any 2007 tenia 2.466 habitants.
Forma part del cantó de Fontainebleau, del districte de Fontainebleau i de la Comunitat d'aglomeració del Pays de Fontainebleau.

## Demografia

### Població
El 2007 la població de fet de Vulaines-sur-Seine era de 2.466 persones. Hi havia 846 famílies, de les quals 146 eren unipersonals (73 homes vivint sols i 73 dones vivint soles), 269 parelles sense fills, 378 parelles amb fills i 53 famílies monoparentals amb fills.
La població ha evolucionat segons el següent gràfic:
Habitants censats

### Habitatges
El 2007 hi havia 949 habitatges, 854 eren l'habitatge principal de la família, 52 eren segones residències i 43 estaven desocupats. 904 eren cases i 35 eren apartaments. Dels 854 habitatges principals, 771 estaven ocupats pels seus propietaris, 70 estaven llogats i ocupats pels llogaters i 13 estaven cedits a títol gratuït; 10 tenien una cambra, 31 en tenien dues, 70 en tenien tres, 170 en tenien quatre i 573 en tenien cinc o més. 735 habitatges disposaven pel capbaix d'una plaça de pàrquing. A 307 habitatges hi havia un automòbil i a 495 n'hi havia dos o més.

### Piràmide de població
La piràmide de població per edats i sexe el 2009 era:
| Homes | Edats   | Dones |
| ----- | ------- | ----- |
| 0     | 95 o +  | 4     |
| 8     | 90 a 94 | 16    |
| 16    | 85 a 89 | 32    |
| 4     | 80 a 84 | 12    |
| 32    | 75 a 79 | 44    |
| 44    | 70 a 74 | 32    |
| 52    | 65 a 69 | 36    |
| 44    | 60 a 64 | 56    |
| 88    | 55 a 59 | 60    |
| 96    | 50 a 54 | 116   |
| 92    | 45 a 49 | 108   |
| 120   | 40 a 44 | 96    |
| 28    | 35 a 39 | 52    |
| 40    | 30 a 34 | 36    |
| 60    | 25 a 29 | 32    |
| 88    | 20 a 24 | 48    |
| 100   | 15 a 19 | 96    |
| 84    | 10 a 14 | 76    |
| 36    | 5 a 9   | 40    |
| 20    | 0 a 4   | 36    |

## Economia
El 2007 la població en edat de treballar era de 1.625 persones, 1.131 eren actives i 494 eren inactives. De les 1.131 persones actives 1.057 estaven ocupades (561 homes i 496 dones) i 75 estaven aturades (35 homes i 40 dones). De les 494 persones inactives 168 estaven jubilades, 184 estaven estudiant i 142 estaven classificades com a «altres inactius».

### Ingressos
El 2009 a Vulaines-sur-Seine hi havia 899 unitats fiscals que integraven 2.486,5 persones, la mediana anual d'ingressos fiscals per persona era de 26.645 €.

### Activitats econòmiques
Dels 117 establiments que hi havia el 2007, 1 era d'una empresa extractiva, 1 d'una empresa alimentària, 2 d'empreses de fabricació de material elèctric, 8 d'empreses de fabricació d'altres productes industrials, 13 d'empreses de construcció, 34 d'empreses de comerç i reparació d'automòbils, 5 d'empreses de transport, 7 d'empreses d'hostatgeria i restauració, 5 d'empreses d'informació i comunicació, 6 d'empreses financeres, 6 d'empreses immobiliàries, 14 d'empreses de serveis, 5 d'entitats de l'administració pública i 10 d'empreses classificades com a «altres activitats de serveis».
Dels 33 establiments de servei als particulars que hi havia el 2009, 1 era una oficina de correu, 1 una oficina bancària, 4 tallers de reparació d'automòbils i de material agrícola, 1 autoescola, 3 paletes, 3 guixaires pintors, 2 fusteries, 1 lampisteria, 2 electricistes, 1 empresa de construcció, 1 perruqueria, 6 restaurants, 4 agències immobiliàries, 1 tintoreria i 2 salons de bellesa.
Dels 9 establiments comercials que hi havia el 2009, 1 era un hipermercat, 1 un supermercat, 1 una botiga de més de 120 m², 1 una botiga de menys de 120 m², 2 llibreries, 1 una llibreria, 1 una botiga d'equipament de la llar i 1 una botiga de material esportiu.

## Equipaments sanitaris i escolars
L'únic equipament sanitari que hi havia el 2009 era una farmàcia.
El 2009 hi havia 1 escola maternal i 1 escola elemental.

## Poblacions més properes
El següent diagrama mostra les poblacions més properes.